# Zahajovací koncert Pražského jara

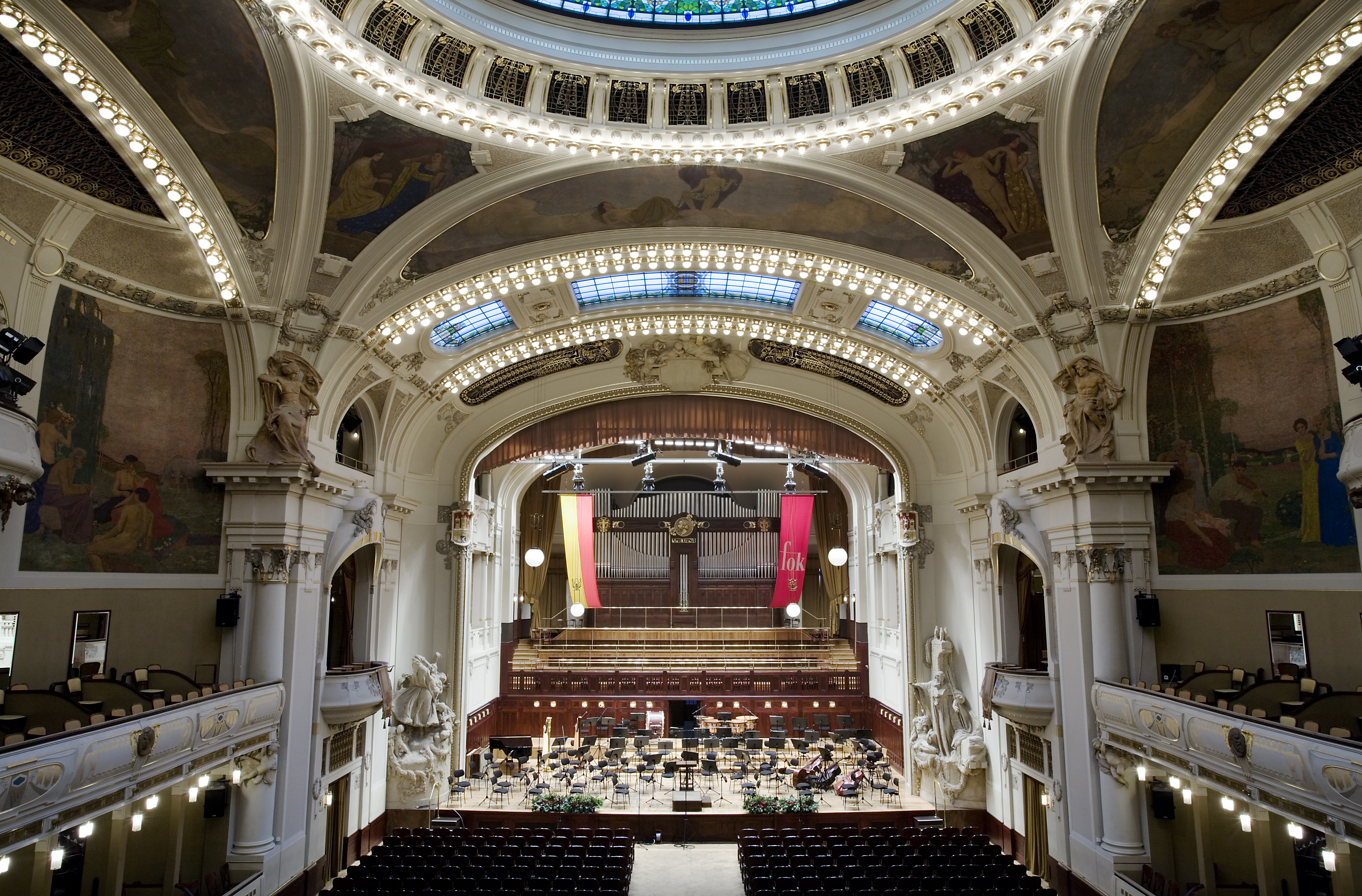
Smetanova síň Obecního domu, tradiční dějiště zahajovacích koncertů

Zahajovací koncert hudebního festivalu Pražské jaro se tradičně koná 12. května, na výroční den úmrtí Bedřicha Smetany. Na repertoáru je jeho cyklus symfonických básní Má vlast.
Tato tradice nebyla zavedena hned od prvního ročníku festivalu v roce 1946 – dny zahájení a program samotný byly různé. Má vlast se dostala poprvé na program zahajovacího koncertu roku 1949, od roku 1952 je tam nepřetržitě. 12. květen jako datum zahajovacího koncertu je dodržováno od roku 1959, poprvé byl festival zahájen v tento den v roce 1954. Dlouhou dobu se držela rovněž tradice, že Pražské jaro zahajoval český dirigent s domácím orchestrem.
V některých ročnících Pražského jara se konal jeden nebo více koncertů již před oficiálním zahajovacím koncertem.

## Koncerty 1946–1951
V letech 1946 a 1947 byl zahajovací koncert uveden v programu jako I. koncert České filharmonie. V roce 1951 byl označen jako Slavnostní koncert k 30. výročí založení KSČ.
| Datum           | místo                       | orchestr                                  | dirigent                    | program |
| --------------- | --------------------------- | ----------------------------------------- | --------------------------- | --- |
| 11. května 1946 | Rudolfinum                  | Česká filharmonie                         | Rafael Kubelík              | Josef Bohuslav Foerster: Slavnostní ouvertura C dur, op. 70 Otakar Ostrčil: Křížová cesta, variace pro velký orchestr, op. 24 Antonín Dvořák: 7. symfonie d moll, op. 70 |
| 8. května 1947  | Rudolfinum                  | Česká filharmonie                         | Rafael Kubelík              | Jan Maklakiewicz: Koncertní ouvertura Antonín Dvořák: Koncert pro violoncello s orchestrem h moll, op. 104 Ján Cikker: Boj, symfonická báseň, op. 21 Vítězslav Novák: Jihočeská suita, op. 64 |
| 15. května 1948 | Pražský hrad                | Česká filharmonie Symfonický orchestr FOK | Rafael Kubelík              | Antonín Dvořák: Svatá Ludmila,op. 71 – oratorium pro sóla, sbor a orchestr na slova Jaroslava Vrchlického |
| 14. května 1949 | Smetanova síň Obecního domu | Česká filharmonie                         | Václav Neumann              | Bedřich Smetana: Má vlast |
| 9. května 1950  | Smetanova síň Obecního domu | Česká filharmonie                         | Karel Šejna Kiril Kondrašin | Václav Dobiáš: Stalinův rozkaz č. 268 (vydaný k osvobození Prahy dne 9. května 1945) – kantáta pro tenor, mužský sbor a orchestr Sergej Rachmaninov: III. klavírní koncert d moll, op. 30 Modest Petrovič Musorgskij: Obrázky z výstavy (v orchestraci Maurice Ravela)                                           |
| 16. května 1951 | Smetanova síň Obecního domu | Česká filharmonie                         | Karel Ančerl                | Václav Dobiáš: Buduj vlast – posílíš mír! (Československá polka) – kantáta pro smíšený sbor a orchestr Antonín Dvořák: Koncert pro housle a orchestr a moll, op. 53 Dmitrij Šostakovič: Píseň o lesích, op. 81 – oratorium pro tenor, bas, dětský sbor, smíšený sbor a orchestr na slova Jevgenije Dolmatovského |

## Koncerty 1952–1958
Na programu byl vždy cyklus symfonických básní Má vlast.
| Datum           | místo                       | orchestr                                     | dirigent         |
| --------------- | --------------------------- | -------------------------------------------- | ---------------- |
| 29. května 1952 | Smetanova síň Obecního domu | Česká filharmonie                            | Alois Klíma      |
| 15. června 1953 | Smetanova síň Obecního domu | Česká filharmonie                            | Karel Ančerl     |
| 12. května 1954 | Smetanova síň Obecního domu | Česká filharmonie                            | Václav Talich    |
| 12. května 1955 | Smetanova síň Obecního domu | Česká filharmonie                            | Karel Šejna      |
| 12. května 1956 | Smetanova síň Obecního domu | Symfonický orchestr Pražského rozhlasu       | Alois Klíma      |
| 12. května 1957 | Smetanova síň Obecního domu | Státní filharmonie Brno                      | Břetislav Bakala |
| 11. května 1958 | Smetanova síň Obecního domu | Symfonický orchestr hlavního města Prahy FOK | Václav Smetáček  |

## Koncerty od roku 1959
Koncert se konal vždy 12. května, na programu byla vždy Má vlast.
11. května 2006 se konala replika zahajovacího koncertu 1. ročníku Pražského jara z 11. května 1946 s tímtéž programem za řízení Zdeňka Mácala. Tento koncert byl v programu uvedený jako 1. zahajovací koncert, 12. května se pak konal tradiční koncert uvedený v programu jako 2. zahajovací koncert.
V některých letech se 13. května konaly reprízy zahajovacích koncertů.
| Datum | místo                       | orchestr                                      | dirigent             |
| ----- | --------------------------- | --------------------------------------------- | -------------------- |
| 1959  | Smetanova síň Obecního domu | Česká filharmonie                             | Karel Šejna          |
| 1960  | Smetanova síň Obecního domu | Česká filharmonie                             | Karel Ančerl         |
| 1961  | Smetanova síň Obecního domu | Česká filharmonie                             | Jaroslav Krombholc   |
| 1962  | Smetanova síň Obecního domu | Česká filharmonie                             | Jaroslav Krombholc   |
| 1963  | Smetanova síň Obecního domu | Česká filharmonie                             | Alois Klíma          |
| 1964  | Smetanova síň Obecního domu | Česká filharmonie                             | Zdeněk Košler        |
| 1965  | Vladislavský sál            | Česká filharmonie                             | Václav Smetáček      |
| 1966  | Smetanova síň Obecního domu | Slovenská filharmonie                         | Ladislav Slovák      |
| 1967  | Smetanova síň Obecního domu | Symfonický orchestr Československého rozhlasu | Alois Klíma          |
| 1968  | Smetanova síň Obecního domu | Česká filharmonie                             | Karel Ančerl         |
| 1969  | Smetanova síň Obecního domu | Česká filharmonie                             | Václav Neumann       |
| 1970  | Vladislavský sál            | Orchestr Národního divadla                    | Jaroslav Krombholc   |
| 1971  | Smetanova síň Obecního domu | Česká filharmonie                             | Václav Neumann       |
| 1972  | Smetanova síň Obecního domu | Česká filharmonie                             | Zdeněk Košler        |
| 1973  | Smetanova síň Obecního domu | Česká filharmonie                             | Václav Neumann       |
| 1974  | Smetanova síň Obecního domu | Česká filharmonie                             | Václav Neumann       |
| 1975  | Smetanova síň Obecního domu | Česká filharmonie                             | Jaroslav Krombholc   |
| 1976  | Smetanova síň Obecního domu | Symfonický orchestr Československého rozhlasu | Jaroslav Krombholc   |
| 1977  | Smetanova síň Obecního domu | Česká filharmonie                             | Václav Neumann       |
| 1978  | Smetanova síň Obecního domu | Slovenská filharmonie                         | Ladislav Slovák      |
| 1979  | Smetanova síň Obecního domu | Česká filharmonie                             | Václav Smetáček      |
| 1980  | Smetanova síň Obecního domu | Česká filharmonie                             | Zdeněk Košler        |
| 1981  | Vladislavský sál            | Česká filharmonie                             | Václav Neumann       |
| 1982  | Sjezdový sál                | Česká filharmonie                             | Václav Neumann       |
| 1983  | Sjezdový sál                | Česká filharmonie                             | Jiří Bělohlávek      |
| 1984  | Sjezdový sál                | Česká filharmonie                             | Lovro von Matačić    |
| 1985  | Sjezdový sál                | Česká filharmonie                             | Václav Neumann       |
| 1986  | Sjezdový sál                | Česká filharmonie                             | Wolfgang Sawallisch  |
| 1987  | Sjezdový sál                | Česká filharmonie                             | Oskar Danon          |
| 1988  | Sjezdový sál                | Česká filharmonie                             | Jiří Bělohlávek      |
| 1989  | Sjezdový sál                | Česká filharmonie                             | Charles Mackerras    |
| 1990  | Smetanova síň Obecního domu | Česká filharmonie                             | Rafael Kubelík       |
| 1991  | Smetanova síň Obecního domu | Česká filharmonie                             | Gustav Kuhn          |
| 1992  | Smetanova síň Obecního domu | Česká filharmonie                             | Zdeněk Košler        |
| 1993  | Smetanova síň Obecního domu | Royal Liverpool Philharmonic Orchestra        | Libor Pešek          |
| 1994  | Dvořákova síň Rudolfina     | Symfonický orchestr hlavního města Prahy FOK  | Neeme Järvi          |
| 1995  | Dvořákova síň Rudolfina     | Česká filharmonie                             | Libor Pešek          |
| 1996  | Rudolfinum                  | London Classical Players                      | Roger Norrington     |
| 1997  | Smetanova síň Obecního domu | Symfonický orchestr hlavního města Prahy FOK  | Gaetano Delogu       |
| 1998  | Smetanova síň Obecního domu | Česká filharmonie                             | Vladimír Válek       |
| 1999  | Smetanova síň Obecního domu | Česká filharmonie                             | Charles Mackerras    |
| 2000  | Smetanova síň Obecního domu | Symfonický orchestr hlavního města Prahy FOK  | Petr Altrichter      |
| 2001  | Smetanova síň Obecního domu | Symfonický orchestr Českého rozhlasu          | Vladimír Válek       |
| 2002  | Smetanova síň Obecního domu | Česká filharmonie                             | Ken-Ichiro Kobayashi |
| 2003  | Smetanova síň Obecního domu | Česká filharmonie                             | Christian Arming     |
| 2004  | Smetanova síň Obecního domu | Symfonický orchestr hlavního města Prahy FOK  | Jiří Kout            |
| 2005  | Smetanova síň Obecního domu | London Symphony Orchestra                     | Colin Davis          |
| 2006  | Smetanova síň Obecního domu | Symfonický orchestr Českého rozhlasu          | Ondřej Kukal         |
| 2007  | Smetanova síň Obecního domu | Česká filharmonie                             | Zdeněk Mácal         |
| 2008  | Smetanova síň Obecního domu | Filharmonie Brno                              | Petr Altrichter      |
| 2009  | Smetanova síň Obecního domu | Symfonický orchestr Českého rozhlasu          | Antoni Wit           |
| 2010  | Smetanova síň Obecního domu | Pražská komorní filharmonie                   | Jakub Hrůša          |
| 2011  | Smetanova síň Obecního domu | Symfonický orchestr Pražské konzervatoře      | Jiří Bělohlávek      |
| 2012  | Smetanova síň Obecního domu | Česká filharmonie                             | Vasilij Petrenko     |
| 2013  | Smetanova síň Obecního domu | Orchestre Philharmonique de Radio France      | Peter Oundjian       |
| 2014  | Smetanova síň Obecního domu | Česká filharmonie                             | Jiří Bělohlávek      |
| 2015  | Smetanova síň Obecního domu | NDR Sinfonieorchester Hamburg                 | Thomas Hengelbrock   |
| 2016  | Smetanova síň Obecního domu | Česká filharmonie                             | Paavo Järvi          |
| 2017  | Smetanova síň Obecního domu | Wiener Philharmoniker                         | Daniel Barenboim     |
| 2018  | Smetanova síň Obecního domu | Česká filharmonie                             | Tomáš Netopil        |
| 2019  | Smetanova síň Obecního domu | Bamberger Symphoniker                         | Jakub Hrůša          |

## Nahrávky na CD a DVD
Na CD a DVD vyšly tyto zahajovací koncerty Pražského jara:
| Rok koncertu                                                         | nosič  | vydavatel                  | rok vydání | katalogové číslo            | reference     |
| -------------------------------------------------------------------- | ------ | -------------------------- | ---------- | --------------------------- | ------------- |
| 1968                                                                 | CD DVD | Radioservis a.s. Supraphon | 2005 2008  | CR 0292-2-311 SU 7015-9 001 | [ 8 ] [ 9 ]   |
| 1976                                                                 | CD     | Multisonic                 |            |                             | [ 10 ]        |
| 1990                                                                 | CD     | Supraphon                  | 1990       | SU 1910-2 031               | [ 11 ]        |
| 1992                                                                 | CD     | Popron Classics            | 1996       | 57 035-2                    | [ 12 ] [ 13 ] |
| 1995                                                                 | CD     | Lotos                      | 1997       | LT-0046-2 031               | [ 14 ]        |
| 1997                                                                 | CD     | Music Vars                 | 1998       | VA 0082-2 031               | [ 15 ] [ 13 ] |
| 1999                                                                 | CD     | Supraphon                  | 2000       | SU 3465-2 031               | [ 16 ]        |
| 2001                                                                 | CD     | Supraphon                  | 2007       | SU 3916-2 033               | [ 17 ]        |
| 2010 (nahrávka z repríz zahajovacího koncertu 13. a 14. května 2010) | CD     | Supraphon                  | 2010       | SU 4032-2                   | [ 18 ]        |